# Rafael Jódar

Jódar en el Challenger del Espinar 2025, Segovia

Rafael Jódar Camacho (Madrid, 17 de septiembre de 2006) es un tenista profesional español. Ganó el título individual en el US Open Junior de 2024.

## Carrera
Jódar comenzó su carrera profesional en 2023 con sus primeras apariciones en torneos, lo que también le valió sus primeros puntos en la clasificación mundial de tenis. 

### 2024
Alcanzó su primera final en el circuito ITF Future Tour en julio de 2024, lo que le situó entre los 900 primeros de la clasificación mundial. Jódar ha anunciado que jugará en la Universidad de Virginia a partir de mediados de 2024 tras firmar una solicitud de ingreso.
Ganó un torneo sub-18 sobre hierba en Roehampton en junio de 2024 antes de participar en el Campeonato de Wimbledon de 2024, donde se convirtió en el último español superviviente en la competición, con una convincente victoria en dos sets sobre Tomasz Berkieta y sólo tres juegos perdidos. Perdió en cuartos de final del cuadro individual contra el japonés Naoya Honda. También alcanzó los cuartos de final del dobles masculino jugando junto a su compatriota Andreas Santamaría Roig antes de perder contra los checos Jan Kumstát y Jan Klimas.
Llegó a la final del individual masculino junior en el US Open 2024 tras vencer a Kaylan Bigun, segundo cabeza de serie, en cuartos de final y a Rei Sakamoto, tercer cabeza de serie, en semifinales. En la final se enfrentó al noruego Nicolai Budkov Kjaer, ganando el partido en el tiebreak del tercer set.

### 2025
En diciembre de 2024 había llegado hasta el puesto 4 del circuito ITF. Desde abril de 2025 disputa torneos del circuito Challenger. Alcanzó en abril las semis del Morelos challenger 2025 (México), pista dura; y en junio, las semis del Milan challenger 2025 (Italia), sobre tierra.
El 16 de agosto de 2025 se adjudicó su primer torneo ATP, el Hersonissos 3 challenger 2025 (Grecia), derrotando en la final al jugador francés Dan Added. Esto supuso que Rafa alcanzara el puesto 395 ATP.